# Litote
Ne doit pas être confondu avec Antiphrase ou Prétérition.

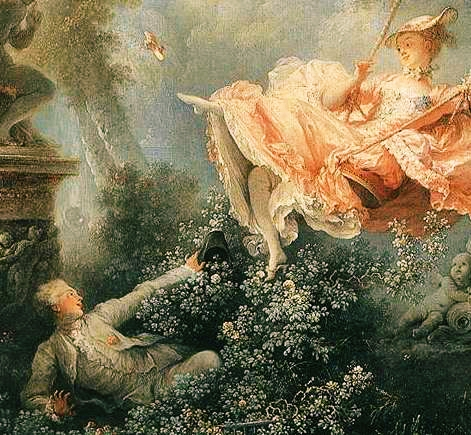
Fragonard, Les Hasards heureux de l'escarpolette (détail, 1767-1769).

En grammaire française, la litote est une figure de style et d'atténuation qui consiste à dire moins pour laisser entendre davantage. Elle caractérise une expression de façon à susciter chez le récepteur un sens beaucoup plus fort que la simple énonciation de l'idée exprimée.
La litote prend souvent la forme d'une double négation. Exemple :
« Pour autant, je ne suis pas incapable de faire face à cette existence plus rude » = Pour autant je suis capable de faire face… (Tatiana de Rosnay Rose 2011 – page 43, traduction de l’anglais).
Contrairement à l'euphémisme, avec lequel elle est souvent confondue et qui connote négativement ou renvoie à un référent désagréable sans utiliser le terme adéquat, la litote renforce l'information. Elle « a une orientation de valeur inverse de celle de l'euphémisme, qui cherche à amoindrir l'information. »
L'effet de la litote est principalement produit soit par un vocabulaire « neutralisé », soit par la négation d’un contraire ou autre tournure de contournement. Enfin, pour résumer, par une expression indirecte de la pensée.
Le mot « litote » vient du grec λιτότης / litótēs qui signifie « apparence simple, sans apprêts » et qui avait le sens rhétorique d’une figure par laquelle on laisse entendre plus qu’on ne dit.

## Principe de la litote
Exemples qui, à l'instar de la litote, emploient des formules décalées, tout en présentant des sens différents :
 On reproche aux équipes de football françaises de ne pas jouer pour gagner.
sens immédiat  =  les équipes ne savent pas ce que gagner signifie réellement.
litote = un connaisseur de la discipline comprendra, que lorsque l'on pratique ce sport, l'essentiel n'est pas uniquement d'y participer, mais de mettre tout en œuvre pour y parvenir, de la réflexion à la technique.
 C’est loin d’être tout faux ! 
sens immédiat  = ce n’est pas tout à fait exact mais il y a là tout de même des choses justes à considérer.
litote = c’est absolument exact !
 Il n’est pas complètement stupide.
sens immédiat  =  il n'est pas une lumière mais il faut reconnaître qu’il trouve à dire des choses intéressantes malgré tout.
litote = il est très intelligent !
Les adverbes « tout » et « complètement » apportent, à l'écrit, une nuance et simulent un contexte oral où le ton du locuteur décidera du sens à donner (ton enthousiaste ou conciliant, par exemple). La différence sera faite selon l’impression donnée par l’émetteur. Familièrement, la forme la plus fréquente tourne autour de la négation d’une affirmation contraire et les exemples ci-dessus démontrent bien qu’il y aura soit une litote, soit une concession ou une modération du propos.
Ainsi, on ne peut définir simplement la litote comme une atténuation, laquelle demeure la caractéristique de l'euphémisme. La litote va bien au-delà.

### Distinction avec l'antiphrase
L’antiphrase est une figure qui feint de nier la réalité d’une chose qui ne peut l’être raisonnablement, pour mieux en accentuer le caractère d’exception. Elle se base sur la réaction prévue de l’interlocuteur qui, n’ignorant pas la situation, ne pourra en accepter la négation et rétablira aussitôt l’affirmation sous-entendue.
« Comme ce lieu reflète l’ordre et la propreté »,
pour désigner une pétaudière insalubre.
« Nous voilà dans de beaux draps ! »
Pour signifier que la situation est devenue embarrassante (être dans de sales draps). Cette expression fait partie de la multitude d’antiphrases du langage courant. On remarquera d'ailleurs que cette expression est si usitée telle quelle qu'il serait difficile de la placer dans son sens positif. Il n’y a pas, comme dans la litote, un élargissement de sens à interpréter mais sa normalisation obligée. Sa spécificité touche essentiellement au domaine de la plaisanterie, de l’ironie ou de la désillusion.

### La litote par la déprécation
La litote par la déprécation :
Mais il me reste un fils. Vous saurez quelque jour,

Madame, pour un fils jusqu'où va votre amour
(Racine; Andromaque)
Andromaque montre son refus de s'allier à son vainqueur, sa ferveur pour son seul fils, et anticipe même le succès amoureux d'Hermione pour mieux obtenir d'elle une aide pour désintéresser Pyrrhus.

### Distinction avec l'atténuation
Exemple extrait d’une pièce de Racine, Bérénice
Antiochus (qui aime Bérénice en secret et doit se résigner à l’éloignement)
...Je pars, plus amoureux que je ne fus jamais.
Bérénice
Seigneur, je n'ai pas cru que dans une journée

Qui doit avec César unir ma destinée,

Il fût quelque mortel qui pût impunément

Se venir à mes yeux déclarer mon amant.

Mais de mon amitié mon silence est mon gage :

J'oublie en sa faveur un discours qui m'outrage.
Le «ne pas croire » de Bérénice n’équivaut pas ici à une litote, mais plutôt à une antiphrase, car à l'esprit d'Antiochus qui a eu une parole de trop, son incrédulité est feinte. Mais elle atténue aussi l’expression de surprise scandalisée qu’elle aurait été en droit de tenir, pour ne pas accabler davantage le pauvre amoureux sans espoir.
Le « J’oublie » est plus délicat à interpréter. On peut considérer d’abord cette expression comme un adoucissement (ou euphémisme) si on pense qu’Antiochus aurait pu être sévèrement réprimandé de son aveu inopportun. Ainsi peut-on traduire la réaction de la reine : « mais non, il ne s’est rien passé ! » (cf. : l’expression familière : « Bon, je n’ai rien entendu ! »)
Le sens équivalent à « je pardonne » peut aussi très bien s’imposer et nous sommes alors proches de la litote, c'est-à-dire : penser qu’après sa bévue, Antiochus comprend que la reine est sans agressivité et plutôt compatissante, et qu’il peut dès lors partir le cœur plus serein, se sachant pardonné par celle qu’il aime et épargné de tout ressentiment. Cela dépendra sans aucun doute de l'interprétation théâtrale voulue.

### La litote par la métalepse
Deux expressions ressemblantes mais à sens différents :
« J'ai bien assez vécu, puisque dans mes douleurs... » Hugo, (Les Contemplations).
Le dernier vers du poème « Afin que je m'en aille et que je disparaisse. » ne laisse aucune option de compréhension et il y a bien la litote: « j'ai bien assez vécu » qui veut dire : « je suis las de vivre et je puis mourir ».
Elle a vécu, Myrto, la jeune Tarentine !

Un vaisseau la portait aux bords de Camarine… Chénier (Élégies)
Le premier vers est parfois donné sans appel comme une atténuation pour édulcorer l'idée : elle est morte. Pourtant la litote n'est pas loin : avoir vécu est aussi avoir connu la vie. La prosodie du vers fait naître tout de suite un autre sentiment, que le corps du poème confirme : il se dessine au fil des vers la nostalgie d'un appétit de vivre, d'un destin plein de promesses tragiquement interrompu.
 […] étonnée et loin des matelots, 

Elle crie, elle tombe, elle est au sein des flots. 

Hélas ! chez ton amant tu n'es point ramenée, 

Tu n'as point revêtu ta robe d'hyménée,...
Elle est morte mais elle avait tout pour vouloir vivre encore…

## Litotes classiques
La litote suivante est sans ambiguïté :

« Ce n’était pas un sot, non, non, et croyez-m’en,

Que le chien de Jean de Nivelle, »

La Fontaine (Le Faucon et le Chapon)
La négation indique avec force que le chien était loin d’être « bête » et qu’il s’est comporté en chien prudent et finaud.
Autre exemple de litote cité par Fontanier
Iphigénie
Je saurai, s'il le faut, victime obéissante,

Tendre au fer de Calchas une tête innocente,

Et respectant le coup par vous-même ordonné,

Vous rendre tout le sang que vous m' avez donné.

Si pourtant ce respect, si cette obéissance

Paraît digne à vos yeux d'une autre récompense,

Si d'une mère en pleurs vous plaignez les ennuis,

J'ose vous dire ici qu'en l'état où je suis

Peut-être assez d'honneurs environnaient ma vie

Pour ne pas souhaiter qu'elle me fût ravie,
Racine (Iphigénie, Acte IV, scène IV)
« Ne pas souhaiter perdre la vie ! » traduit bien la répulsion que la jeune, belle et comblée Iphigénie oppose au dessein de son père obnubilé par son expédition contre Troie et prêt à sacrifier jusqu’à sa fille.

### Exemples de litotes passées en expressions courantes
Comme pour toutes les expressions devenues  triviales, l’impact s’est affaibli :
Vous n’êtes pas sans savoir
vous savez évidemment, vous ne pouvez pas nier que.
Voilà une chose qui n’est pas sans rappeler…
c’est exactement la même chose qui se répète

### Cas d’une litote dépendant de la personnalité de l’émetteur
« J’aimerais pouvoir dire qu’ils sont moins bons. »
On pourrait en conclure absolument: « je constate qu’ils sont trop forts ». Avec le contexte, le sens est contrasté. Texte original : (extrait d’un site infos)
« Enfin, le créateur de Linux (Linus Torvalds) a estimé que la machine était désormais lancée et pouvait très bien fonctionner sans lui : s’il devait partir ; ce qu’il ne compte pas faire pour le moment. Selon lui, d’autres peuvent très bien reprendre le flambeau, avant d’ajouter avec humour : « J’aimerais pouvoir dire qu’ils sont moins bons.  »
Nous avons récupéré le comparant : « moins bons que moi ». Torvalds fait mine d’être jaloux mais pour mieux se montrer satisfait de ses collaborateurs et potentiels successeurs. Les élèves vont sans doute dépasser l’œuvre du maître, lequel fait dans le même temps un clin d’œil : il se pourrait même, tant ils sont bons, que l’on finisse par m’oublier.

## Autres cas de litotes

### La litote par allusion ou sous-entendu
La litote pourrait bien apparaître parfois comme ce que les anglophones nomment l’« understatement » Elle joue sur le décalage du point de vue et l’humour est une de ses composantes. La langue française assimile très bien ce procédé que l’on retrouve fréquemment dans les feuilletons américains.
Le docteur Mc Coy (Star Trek) fait une succession de compliments très flatteurs à une collaboratrice qui lui répond avec humour: « Vous n’avez rien d’autre à ajouter ? » La dame n’attend pas vraiment une suite mais signifie par là que les compliments l’ont beaucoup touchée, tout en les trouvant excessifs à son égard.

### La litote par la syllepse
Dans Pretty Woman, Édouard qui vient de quitter Vivian après une belle soirée passée ensemble mais sans avoir encore décidé franchement comment se terminerait leur relation, remet l’écrin du collier de diamants au directeur de l’hôtel pour qu’il le remette à la bijouterie qui l’avait prêté. Le directeur réceptionne le bijou et lui dit : « Il est difficile de se séparer d’une chose si belle ! »  Edouard n’est pas directement concerné par le collier mais le jeu de mots sur la « chose si belle » lui rappelle brusquement la belle porteuse et une liaison à laquelle il est finement invité à donner une suite ou une fin.

### La litote et le charientisme
Ce mot « charientisme » a pratiquement disparu du vocabulaire. Il désigne une ironie gentille en opposition à l'ironie sarcastique et que la litote soutient très bien:
« Si vous continuez à m'adresser de telles œillades, Mademoiselle, je ne vais pas tarder à tomber sous le charme. »
« Mais vous ne voyez pas que Monsieur Jourdain, Madame, mange tous les morceaux que vous touchez. » Molière, (Le Bourgeois gentilhomme, A 4, sc 1)

## La litote comme ressort dramatique (théâtre)
La litote est une figure scéniquement très employée pour promouvoir des sentiments dont l’expression directe serait par trop conventionnelle.
Exemple pris dans l’opéra Turandot  (Puccini)
« Signore, ascolta » est un air célèbre chanté par Liù, servante tombée amoureuse de son maître Calaf lorsqu’un jour celui-ci lui a souri. Elle veut le dissuader de vouloir conquérir le cœur de Turandot. Son chant douloureux se termine ainsi : et si vous mourriez [dans l’épreuve mortelle imposée par Turandot], le père perdrait un fils et, moi, le reflet d'un sourire.
Ei perdera suo figlio…

Io l'ombra d'un sorriso!
La cause est proclamée pour l’effet. C’est une métalepse par métonymie. Contrairement au spectateur, Calaf pris par une passion folle ne devine pas à ces mots l’amour secret et ardent de Liù, qui ne lui sera révélé que lorsqu'elle se sera sacrifiée pour lui.

### Quiproquo d'une scène de comédie
On ne peut ignorer la scène 6 de l’acte II des Plaideurs de Racine qui est un modèle de litote à répétition.
Isabelle a fait croire à son père Chicanneau que le billet doux qu’elle vient de recevoir puis de soustraire à sa lecture en le déchirant brusquement était un exploit d’huissier qu’elle a méprisé. Léandre, amoureux qui vient de se déclarer  par ledit billet ne sait pas encore si ce dernier a été bien accueilli. Il est déguisé en commissaire intervenu avec l’intimé (l’huissier) et cela va lui permettre de la questionner avec une intention secrète qu’un tiers comme Chicanneau ne décèlera pas. Le spectateur comprend la véritable signification des propos de Léandre tandis qu’Isabelle ne va la découvrir qu’au cours du dialogue.
Chicanneau
Hé ! Je n'y pensais pas.
Prends bien garde, ma fille, à ce que tu diras.
Léandre
Là, ne vous troublez point. Répondez à votre aise.
(soyez franche avec moi)
On ne veut pas rien faire ici qui vous déplaise.
(je ne suis là qu'avec de bonnes intentions)
N'avez-vous pas reçu de l'huissier que voilà
Certain papier tantôt ?
Isabelle
Oui, monsieur.
Chicanneau
Bon cela.
Léandre
Avez-vous déchiré ce papier sans le lire ?
Isabelle
Monsieur, je l'ai lu.
Chicanneau
Bon.
Léandre
Continuez d écrire.
Et pourquoi l'avez-vous déchiré ?
Isabelle
J'avais peur
Que mon père ne prît l'affaire trop à cœur,
Et qu'il ne s'échauffât le sang à sa lecture.
(Isabelle prend donc le billet à son compte)
Chicanneau
Et tu fuis les procès ? C'est méchanceté pure.
Léandre
Vous ne l'avez donc pas déchiré par dépit,
Ou par mépris de ceux qui vous l'avaient écrit ?
Isabelle
Monsieur, je n'ai pour eux ni mépris ni colère.
(Isabelle indique clairement que la lecture du billet lui a fait le plus grand plaisir et qu’elle n’est pas insensible aux vœux de Léandre. C’est la litote la plus efficace du dialogue.)
Léandre
Écrivez. 
(À partir de là, Léandre va boire du petit lait en faisant à mots couverts s’affirmer les sentiments d’Isabelle et autant dire que s’ils sont transcrits sur papier (Écrivez !) les propos de cette dernière demeureront gravés dans son cœur pour ne pas être oubliés de sitôt !)
Chicanneau
Je vous dis qu'elle tient de son père :
Elle répond fort bien.
Léandre
Vous montrez cependant
Pour tous les gens de robe un mépris évident.
Isabelle
Une robe toujours m’avait choqué la vue ;
Mais cette aversion à présent diminue.
(Léandre se révèle donc séduisant et de beaucoup d’esprit)
Chicanneau
La pauvre enfant ! Va, va, je te marîrai bien,
Dès que je le pourrai, s'il ne m'en coûte rien.
Léandre
À la justice donc vous voulez satisfaire ?
(vous avez donc agréé mon billet ?)
Isabelle
Monsieur, je ferai tout pour ne vous pas déplaire. 
(je veux y répondre de tout mon cœur)
L'intimé
Monsieur, faites signer.
Léandre
Dans les occasions
Soutiendrez-vous au moins vos dépositions ?
(vous ne changerez pas de sentiment ?)
Isabelle
Monsieur, assurez-vous qu'Isabelle est constante.
(je suis fidèle en amour)
Léandre
Signez. Cela va bien : la justice est contente.
(j’ai la réponse que je souhaitais)
Çà, ne signez-vous pas, monsieur ?
Chicanneau
Oui-da, gaîment,
À tout ce qu'elle a dit, je signe aveuglément.

## Autres exemples

### La litote par la pronomination
Dans Phèdre (Racine), le protagoniste amène par un portrait moral à faire penser à un autre qui est scandaleux. Faire ainsi deviner plus fort que ce qui est dit. En réalité, c’est le spectateur qui profite de l’écart entre l’apparence conventionnelle du propos et sa signification profonde et plus abrupte.
Voici l’exemple où par des allusions diffuses le propos est voilé pour le personnage antagoniste de la scène mais déployé dans toute sa force pour l’entendement du spectateur.
Phèdre
Dieux ! Que ne suis-je assise à l'ombre des forêts !
Quand pourrai-je, au travers d'une noble poussière,
Suivre de l'œil un char fuyant dans la carrière ?
Hypallage : noble poussière= soulevée par le fils du roi, Hippolyte
Métonymie : Hippolyte, on l’a appris, est un fervent conducteur de char
Œnone
Quoi, madame ?
Dans cette sorte de situation, la confidente peut être complice ou ignorante; si elle devine, c’est la crainte de l’imprudence ou bien l’indignation. Cependant, lors de cette scène, Œnone n’est pas encore avertie et seul le spectateur ressent à travers ces simples mots la puissance de l’évocation.
Entrevue de Phèdre et d’Hippolyte :
Débute alors une sorte de syllepse où l’image de l’époux va être transposé peu à peu en celle d'un amant virtuel.
Phèdre
Que dis-je ? Il n'est point mort, puisqu'il respire en vous.
Toujours devant mes yeux je crois voir mon époux.
Je le vois, je lui parle ; et mon cœur… Je m'égare,
Seigneur, ma folle ardeur malgré moi se déclare.
Hippolyte
Je vois de votre amour l'effet prodigieux.
Tout mort qu'il est, Thésée est présent à vos yeux;
Toujours de son amour votre âme est embrasée.
Hippolyte n’est pas encore prêt à saisir l’allusion et Phèdre doit continuer :
Phèdre
Oui, prince, je languis, je brûle pour Thésée.
Je l'aime, non point tel que l'ont vu les enfers,
Volage adorateur de mille objets divers,
Qui va du dieu des morts déshonorer la couche ;
Mais fidèle, mais fier, et même un peu farouche,
Charmant, jeune, traînant tous les cœurs après soi,
Tel qu'on dépeint nos dieux, ou tel que je vous voi.
Il avait votre port, vos yeux, votre langage,
Et Phèdre au Labyrinthe avec vous descendue
Se serait avec vous retrouvée ou perdue.
Hippolyte
Dieux !  Qu’est-ce que j’entends ? Madame…
Hippolyte, à travers l'évocation de l'aventure de son père (les deux derniers vers), vient de rétablir le sens du récit, c’est le choc ! La litote est rompue. Il devra être vite « détrompé » par Phèdre qui voit qu’elle est allée trop loin.[citation nécessaire]

### La litote par l'annomination
Faire penser à un mot par un ou plusieurs mots paronomastiques  (sonorités approchantes) ou par un ou plusieurs sens approchants.
Exemple chez Verlaine (Poèmes saturniens, « Vœu »), proposé par Molinié:
Si que me voilà seul à présent, morne et seul,

Morne et désespéré, plus glacé qu'un aïeul,

Et tel qu'un orphelin pauvre sans sœur aînée.

O la femme à l'amour câlin et réchauffant,

Douce, pensive et brune, et jamais étonnée,

Et qui parfois vous baise au front, comme un enfant !
En opposition avec « plus glacé qu’un aïeul », « réchauffant » peut facilement se prolonger en « réconfortant, revivifiant », voire « re-vit-alisant. ». Cas tout de même subtil où il faut une certaine attention et une culture certaine pour saisir l’allusion de Verlaine si on n’ignore pas qu’il fut poète souvent scabreux et de surcroît compagnon intime de l’auteur des 
Remembrances du vieillard idiot.
Ce procédé est fréquent chez certains auteurs où la litote est un masque contre la censure ou la bienséance. Cette strophe comporte elle-même d’autres mots à sens caché, si on se réfère au glossaire des Vilains Bonshommes.
Ainsi, certains mots conservent sous un aspect modéré un sens énergique. Ce sont principalement des mots qui ont été édulcorés pour couvrir une connotation sexuelle (la sexualité est une constante forte): « baiser » est l'exemple type du verbe qui a d'abord contourné le sens de « posséder sexuellement » et qui, sous d'autres mœurs, est devenu un synonyme pleinement évocateur. Il agit même en extension : tromper, berner, tous des sens qui acquièrent une nuance péjorative d'humiliation, de rancune, etc.

## Exemple de divergence interprétative
Comme l’écrit Molinié, la litote est une figure « macrostructurale ». Son interprétation relève « d’un choix culturel du récepteur », car elle dépasse  « la forme même des termes » et est « toujours contestable ». Nous en avons le cas avec l'exemple donné comme canonique : « Va, je ne te hais point ».
Dans Le Cid de Corneille, Chimène signifie à Rodrigue qu'elle l'aime toujours en usant de la litote : « Va, je ne te hais point ! » Cependant, la phrase longtemps citée en exemple n'est plus interprétée comme une litote par la critique contemporaine.
Dans un poème de Hugo, Satan dans la nuit, Satan pardonné semble reprendre comme un clin d’œil le célèbre hémistiche:
Que vais-je devenir, abîmes ? J’aime Dieu !

Je suis damné ! L’enfer c’est l’absence éternelle.

[…]

Vers qui monte en pleurant mon douloureux souhait,

Cieux, azurs, profondeurs, splendeurs, - l’amour me hait ! 

- 'Non, je ne te hais point ! 
Il n’y a pas ici d’ambiguïté car il s’agit du sens direct, et pour Hugo : « Dieu n’est pas une âme, c’est un cœur », Dieu est incapable de haïr.
Georges Molinié en évoquant le célèbre exemple du Cid émet l’idée très pertinente que « …l’exemple le plus fameux de vraisemblablement fausse litote est le « Va, je ne te hais point » de Chimène à Rodrigue, que l’on a de très fortes raisons vraiment macrostructurales, tout à fait culturelles, de comprendre non figurément ».

### Interprétation courante
Dans le duo de la scène, Rodrigue arrive désespéré et suicidaire: sa mort seule pense-t-il peut dénouer la situation tragique où l’honneur des antagonistes est en jeu. Chimène ne peut se résoudre à perdre Rodrigue qu’elle aime, qu’elle adore. Elle l’exhorte à partir avec ce réconfort suprême, qu'elle l’aime toujours. Sur cet exemple, Henri Morier écrit: « elle dit le moins pour le plus. » et Chimène déclare à Rodrigue «… qu'elle l'aime envers et contre tout ». Belle déclaration d’une fiancée dans un moment aussi dramatique. Si l’on en croit Fontanier, on doit le succès de cette "litote" à Laharpe qui étudia l’œuvre théâtrale du Grand Siècle. Cette remarque a eu un succès qui ne s’est jamais démenti  et a été acceptée au fil du temps sans vérification.
Cependant, on peut légitimement s’étonner comment des amants en arrivent-ils à ne plus pouvoir se dire tout simplement : « Je t’aime. » ? Comment un aveu immuable qui se suffit à lui-même depuis toujours pourrait-il être remplacé par une formule précieuse digne d’une ruelle du XVIIe siècle ? Et en quelque sorte s’affadir ! Car n’apprécierait-on pas ici, comme Laharpe, davantage la belle tournure de l'expression que son sens même, et ne louerions-nous pas la forme plutôt que le fond ? Jamais en tous cas des amants ne se seraient offusqués de ce mot magique, même dans toute sa nudité, même cent fois répété, de ce mot qui agit toujours avec une force identique.

### Autre interprétation
L’auteur des « Stances à la Marquise » est tout sauf un sentimental. Qu’est-ce qui peut attirer ces deux amoureux l’un vers l’autre ? On ne voit pas l’un s’extasier sur l’attrait physique de l’autre. Il nous faut donc voir une autre façon d’aborder l’œuvre, c'est-à-dire une qui paraît plus proche de la mentalité de l’époque.
Comme on disait autrefois, les amants cornéliens s’aiment d’admiration. Ils doivent se montrer dignes de l’estime d’autrui. Ils sont tous deux de la même classe sociale, la plus haute, la plus intransigeante aussi. On y est subordonné à son pays et à son roi. Rodrigue représente l’avenir du royaume. Chimène brille à la Cour et représente le plus beau parti du pays. Leur seul souci est leur gloire. Gloire ! un mot typiquement cornélien (rencontré quelque 35 fois dans la pièce), maintes fois cité par chaque personnage de la pièce impliqué dans la conservation de la sienne. Si Rodrigue n’a pas peur de mourir, Chimène est obsédée par sa gloire sans laquelle elle perdrait Rodrigue, qui, alors, ne pourrait aimer une Chimène sans honneur. La gloire, c’est la famille ancestrale, le rang tenu dans le royaume à force de rigueur morale, d’abnégation et de courage, le respect inspiré aux égaux et à ceux qui les servent, enfin socialement : leur seule raison de vivre.
« Corneille peint les hommes comme ils devraient être; Racine les peint tels qu’ils sont ».
À considérer quelques imprécations de Chimène : « Il y va de ma gloire, il faut que je me venge… » ; « Pour conserver ma gloire… » ; « Ma gloire à soutenir et mon père à venger… » ; « Pour souffrir qu’avec toi, ma gloire se partage… ». Et elle conclut :  « Je suivrai ton exemple, et j’ai trop de courage… », il est malaisé de voir en Chimène une simple amoureuse.
Chimène reste pourtant  lucide et maîtresse d’elle-même et déterminée :
De quoi qu’en ta faveur notre amour m’entretienne,

Ma générosité doit répondre à la tienne :

Tu t’es, en m’offensant, montré digne de moi,

Je me dois par ta mort montrer digne de toi.
Chimène paraît, dans la fameuse scène, bien plus gênée par la présence de Rodrigue - car le risque est énorme qu’on ne le voie chez elle - que prête à le réconforter par l’aveu d’un amour. Elle ne cesse de repousser Rodrigue :  « Va, laisse-moi mourir… » ;  « Va, je suis ta partie, et non pas ton bourreau… » ;  « Va, je ne te hais point. » ;  « Va-t-en, ne montre plus… » ;  « Va-t-en. » ;  « Va-t-en, encore un coup, je ne t’écoute plus… ». Il nous faut concéder que les exclamations de cet échange de prétendus amoureux extasiés sont défrisantes.
En traduisant dans un autre esprit le fameux dialogue :
Rodrigue
Ton malheureux amant aura bien moins de peine
À mourir de ta main qu’à vivre avec ta haine.
Chimène
Va, je ne te hais point.  (Va-t-en !  de toute façon, je n'arrive pas à te haïr)
Rodrigue
Tu le dois.      (Tu dois y parvenir !)
Chimène
Je ne puis.     (j’en suis bien incapable !)
Rodrigue
Crains-tu si peu le blâme et si peu les faux bruits ?
Quand on saura mon crime et que ta flamme dure,
Que ne publieront point l’envie et l’imposture ?
Force-les au silence et, sans plus discourir,
Sauve ta renommée en me faisant mourir.
Autrement dit : tu es dominée par tes sentiments et nous allons faire jaser à la Cour ! Imagine les ragots, le mépris ! C’en est fait de notre réputation ! Arrête tout ça et fais ton devoir !
Il est difficile sous cet aspect de voir en Chimène une femme victime languissante qui pleure sa passion. Elle lui signifie que les sentiments ne se commandent pas, tout simplement, et qu'on ne peut haïr de sa propre volonté. Des commentateurs avaient été jusqu’à dire: « Rodrigue pouvait repartir content » !  Ce serait une lecture mal inspirée et contestable.
La stichomythie de Corneille, de nature souvent héroïque peut tromper. Rodrigue, dont, pour exalter le fameux effet de cette prétendue litote, on escamote toujours la réaction et les réponses, ne paraît pas du tout dans cette scène disposé à roucouler et il fait carrément de fortes injonctions et des reproches à sa fiancée. Et un « je t’aime » est bien la dernière chose qu’à ce moment Rodrigue qui veut en finir avec cette situation compliquée, veut entendre de la bouche de Chimène. Cette dernière ne le sait que trop, d’où sa précaution… et on peut très bien y voir un bel euphémisme.

### Conclusion
Pour reprendre les termes de linguistique moderne, cette figure est macro-structurale : la signification générale du segment informatif, une fois reçu, dépasse en intensité le sens propre des termes transmis. Le contexte psychologique, le degré de complicité, le niveau culturel, etc. seront déterminants pour « décoder » une litote. C’est une figure dynamique, qu’on ne peut définir par un système d’expression figée.

## Litote et style
Henri Morier rappelle que par extension le styliste parle de litote pour caractériser une manière d'écrire serrée, où l'adjectif et l'adverbe se font rares, où le simple est mis pour le composé, le positif pour le superlatif. Recours donc à l'ellipse, à la phrase nominale, sans périphrase ni hyperbole. Laconisme, sobriété, dire beaucoup en peu de mots, en restant en deçà de la substance à exprimer. Style dépouillé, rigoureux, dense et serré.
On retrouve ce sens dans un hebdomadaire d'informations:
 Aujourd'hui, ils vivent une paix de plus en plus armée. « Je ne remarque pas de tension supérieure à celle que j'ai pu observer chez leurs prédécesseurs », dit avec son habituel sens de la litote et un flegme inébranlable le conseiller social…
Selon un mot connu, on peut considérer que la langue française classique est à elle-même une litote. La litote comme esprit d’écriture a été surtout le style d’une époque (XVIIe siècle et XVIIIe siècle) certes révolue mais qui a été déterminante pour la formation de la langue sur laquelle elle a laissé une empreinte qui subsiste aujourd’hui.

« Le classicisme - et par là j'entends : le classicisme français - tend tout entier vers la litote. C'est l'art d'exprimer le plus en disant le moins. »

— André Gide, Billets à Angèle, 1921, dans Incidences

## Divers
Dans Le Fil de l'épée (1932), le futur général de Gaulle écrivit : « Il est vrai que, parfois, les militaires, s’exagérant l’impuissance relative de l’intelligence, négligent de s’en servir. »
Selon Paul-Marie de La Gorce, biographe de de Gaulle, il s'agirait la plus belle litote de la langue française.